# Myriam de la Riva
Myriam de la Riva (octubre de 1940) es una artista mexicana conocida por sus trabajos a pequeña escala, tal como sus murales transportables. Nació en la Ciudad de México y es hija de una familia europea exiliada. Estudió artes plásticas en México y también en Estados Unidos así como con varios artistas mexicanos reconocidos. La artista ha tenido alrededor de cincuenta exhibiciones individuales y su trabajo ha sido mostrado en alrededor de 500 eventos colectivos. Su trabajo ha sido reconocido con una afiliación en el  Salón de la Plástica Mexicana, entre otros reconocimientos.

## Vida
De la Riva nació en la Ciudad de México en una familia europea de cineastas que fue exiliada.
Ella estudió en la American School Foundation de la Ciudad de México y luego estudió artes plásticas en Kent State University, la Universidad Femenina y en la Universidad Iberoamericana. También estudió pintura con varios artistas reconocidos como Carlos Orozco Romero y Gilberto Aceves Navarro; artes gráficas, dibujo y pintura de murales con Roger Von Gunten, José Hernández, Juan José Beltrán, Liliana Duering, Robin Bond y Adolfo Mexiac.
Ha desarrollado su carrera en México y Estados Unidos, teniendo un estudio en la Ciudad de México y otro más en Miami.
De la Riva se describe como humanista y defensora de los derechos humanos, así como promotora de la cultura y el arte.

## Carrera
La carrera de De la Riva incluye 54 exhibiciones individuales, y su trabajo ha participado en alrededor de 500 exhibiciones colectivas. Estas exhibiciones han tenido lugar tanto en  México como en el extranjero en lugares como el Palacio de Bellas Artes, el Museo de Arte Moderno en Toluca y el Museo de la Ciudad de México. Otras exhibiciones más importantes como Mujer, Diversidad Cultural y Exilio en el Palacio de Bellas Artes (2004), Diálogos Interiores en el ISSSTE Cultura (1999), Mural de Murales en el Polyforum Cultural Siqueiros (1997), en la Exhibición Internacional de Pequeño Formato en el edificio de la UNESCO en Beirut (2003) y Identidad Iberoamericana en el Instituto Cubano del Libro en Havana.
Su trabajo puede encontrarse en colecciones públicas y privadas en México, Estados Unidos, Canadá, Japón, Dinamarca y España.
La artista también ha tenido una carrera trabajando en el cine y la televisión con el estudio Rivatón de América, haciendo la adaptación de más de 300 filmes.
De la Riva ha trabajado tanto profesional como voluntariamente en museos, centros culturales, universidades y colegios. Coordina publicaciones, exhibiciones y mesas redondas, trabajando con el centro de documentación del Museo Tamayo y representando proyectos mexicanos en el Museum of the Americas en Miami, donde es miembro del consejo administrativo.
Algunos reconocimientos de su trabajo incluyen la afiliación en el Salón de la Plástica Mexicana y de la Sociedad Mexicana de Autores de las Artes Plásticas, así como su aparición en Who’s Who de mujeres americanas en 2003 y 2004, como también en Who’s Who en el mundo. Ha ganado el Women in Arts Award en el premio Francisco Goitia (bronce).

## Arte
De la Riva es conocida por su trabajo en pequeña escala a través de su mural transportable, dibujo y trabajo en técnicas mixtas, trabajo en papel, masonita, madera y lona. Su trabajo se caracteriza por su riqueza en color y sus combinaciones, las cuales llama "sonidos de color". Algunos temas que incluye en su trabajo son por ejemplo imágenes de mujeres y representaciones de la energía de la vida, espiritualidad, migración entre países, culturas y sociedades, naturaleza modificada, política y exceso de materialismo.